# Rukker-Bautsch

Ligging van Rukker-Bautsch in Heerlen

Rukker-Bautsch is een buurt in het Heerlense stadsdeel Heerlerbaan, ook wel bekend als Egstraat en omgeving en maakt deel uit van Heerlerbaan-Schil.
Het is een buurt die in het oosten van Heerlerbaan is gelegen, tegen de Wilhelminaberg in de gemeente Landgraaf aan, daarvan gescheiden door de Euregioweg. De straten zijn vernoemd naar landbouwwerktuigen en, meer westelijk, naar onderdelen van Israël en Palestina. De buurt is einde 20e eeuw tot stand gekomen.
In de buurt bevindt zich de Sint-Andreaskerk van 1977.